# Eyjeaux
Eyjeaux település Franciaországban, Haute-Vienne megyében. Lakosainak száma 1335 fő (2022. január 1.). Eyjeaux Aureil, Boisseuil, Feytiat, La Geneytouse, Saint-Hilaire-Bonneval és Saint-Paul községekkel határos.

## Népesség
A település népességének változása:
| Lakosok száma | 1229 | 1278 | 1325 | 1321 | 1319 | 1316 | 1313 | 1319 | 1335 |
|               | 2013 | 2015 | 2016 | 2017 | 2018 | 2019 | 2020 | 2021 | 2022 |